# Mars 1
Als Mars 1 wird eine gescheiterte sowjetischen Marssonde bezeichnet, die am 1. November 1962 gestartet wurde. Geplant war ein Vorbeiflug am Mars in etwa 11.000 km Entfernung.

## Aufbau
Mars 1 hatte eine Gesamtlänge von 3,3 m, eine Breite von 4,0 m (zusammen mit den ausgeklappten Solarzellenauslegern) und eine Masse von 893,5 kg. Die Kommunikation mit der Erde erfolgte über eine Parabolantenne mit einem Durchmesser von 1,7 Metern und zwei Sender mit Wellenlängen von 8 cm (3,75 GHz) und 5 cm (6 GHz).
Die wissenschaftliche Ausrüstung bestand aus einem Kamerasystem, einem Magnetometer, Strahlungsdetektoren, Spektrometern und einem Mikrometeoriten-Detektor. Das Kamerasystem war 32 kg schwer und verfügte über zwei Objektiven mit 35 und 750 mm Brennweite sowie ausreichend 70-mm-Film für 112 Aufnahmen, die im Erfolgsfall an Bord entwickelt, eingescannt und zur Erde übermittelt worden wären.

## Missionsablauf
Nach dem Start stellten die Ingenieure fest, dass der Druck in den Druckgastanks für den Stickstoff zur Lageregelung wegen eines nicht geschlossenen Ventils auf Null gefallen war. Solange die Sonde in Sonnennähe war, ließ sich ihre Lage durch ihre Kreiselstabilisatoren ausrichten. Mit steigender Entfernung von der Sonne nahm aber die Leistung der Solarzellen ab, sodass nicht mehr genügend Strom zum Betreiben der Kreisel zur Verfügung stand. Dadurch ließ sich die Hauptantenne nicht mehr zuverlässig auf die Erde ausrichten, und am 21. März 1963, in einer Entfernung von 106 Millionen km von der Erde, fiel der Kontakt zur Sonde aus. In den Monaten vor dem Kontaktverlust konnten allerdings noch Messdaten aus dem interplanetaren Raum übermittelt werden, etwa zur Intensität der kosmischen Strahlung und des Sonnenwinds.
Am 19. Juni 1963 flog die stumme Sonde in einer Entfernung von etwa 193.000 km am Mars vorbei.